# Leutenbach (Hersbruck)
Leutenbach ist ein Gemeindeteil der Stadt Hersbruck im Landkreis Nürnberger Land (Mittelfranken, Bayern). Leutenbach liegt in der Gemarkung Ellenbach.

## Geografie
Der Weiler befindet sich in Tallage des Krebsbachs, eines linken Zuflusses der Pegnitz. Im Westen steigt das Gelände zum Reschenberg (531 m ü. NHN) an, im Osten zum Arzberg (612 m ü. NHN), beide bewaldete Anhöhen der Hersbrucker Alb. Eine Anliegerstraße führt nach Ellenbach (1,4 km nordöstlich).

## Geschichte
Die Ursprünge von Leutenbach gehen auf zwei Bauernhöfe in der Nähe der Quelle des gleichnamigen Bachlaufs zurück.
Mit dem Gemeindeedikt (frühes 19. Jahrhundert) wurde Leutenbach dem Steuerdistrikt Happurg und der Ruralgemeinde Ellenbach zugewiesen.  Im Zuge der Gebietsreform in Bayern wurde Leutenbach am 1. Januar 1972 nach Hersbruck eingegliedert.